# Passaporte da União Europeia
Um passaporte da União Europeia é um passaporte emitido por um país membro da União Europeia (UE) aos seus cidadãos. Os passaportes europeus partilham traços comuns, tais como, a capa em cor borgonha, as palavras "União Europeia" (antes de 1997: "Comunidade Europeia") em doze das línguas oficiais da UE na primeira página, bem como uma funções de segurança e biométrica. Alguns países da UE emitem também passaportes não-europeus a pessoas cuja cidadania desse país não os faça cidadãos da União Europeia (por exemplo: cidadãos dos territórios britânicos ultramarinos).

## Características comuns
Desde os anos de 1980 os países da União Europeia têm vindo a conciliar os seguintes aspectos de design dos seus passaportes:

### Formato geral
- Tamanho do papel B7 (ISO 7810 ID-3, 88 mm x 125 mm)
- 32 páginas (número indicado no fundo da última página)
- Cor da capa vermelho borgonha

### Capa
Informação na capa, por esta ordem, na língua do estado emissor:
- As palavras "União Europeia" (antes de 1997: "Comunidade Europeia")
- Nome do estado emissor (tipo de letra semelhante a "União Europeia")
- Emblema do estado
- A palavra "Passaporte"

### Primeira página
Informação na primeira página, nalgumas das línguas oficiais da União Europeia:
- As palavras "União Europeia"
- Nome do estado emissor (no mesmo tipo de letra de "União Europeia")
- A palavra "Passaporte"
- Número de série (pode aparecer também nas outras páginas)

### Página de identificação
Informação (possivelmente laminada) na página de identificação, nas línguas do estado emissor e também em inglês e francês, acompanhada por números referentes a um índice que lista o significado dos seguintes campos em todas as línguas oficiais da UE:
| 1. Apelidos          | 2. Prenome(s)              |
| 3. Nacionalidade     | 4. Data de nascimento      |
| 5. Sexo              | 6. Naturalidade            |
| 7. Data de emissão   | 8. Data de expiração       |
| 9. Entidade emissora | 10. Assinatura do portador |

### Página seguinte
Preenchimento opcional (não componente de todos os passaportes da UE):
| 11. Residência                                                                         | 12. Altura                |
| 13. Cor dos olhos                                                                      | 14. Alcance do passaporte |
| 15. Nome de nascença (caso tenha adoptado nome de casado ou mudado legalmente de nome) |                           |

### Restantes páginas
- A seguinte página está reservada para:
  - Observações em relação à esposa do portador (quando um passaporte familiar é emitido)
  - Observações em relação às crianças que acompanham o portador (primeiro nome, nome de família, data de nascimento, sexo)
  - Fotografias da esposa e das crianças
- A página seguinte está reservada para uso da entidade emissora
- A página seguinte contém o índice que traduz os números do campo para as línguas oficiais da UE
- A página seguinte está reservada para o visto
- A parte interior da capa está reservada para informações adicionais ou recomendações do estado emissor na(s) sua(s) própria(s) língua(s)

## Galeria

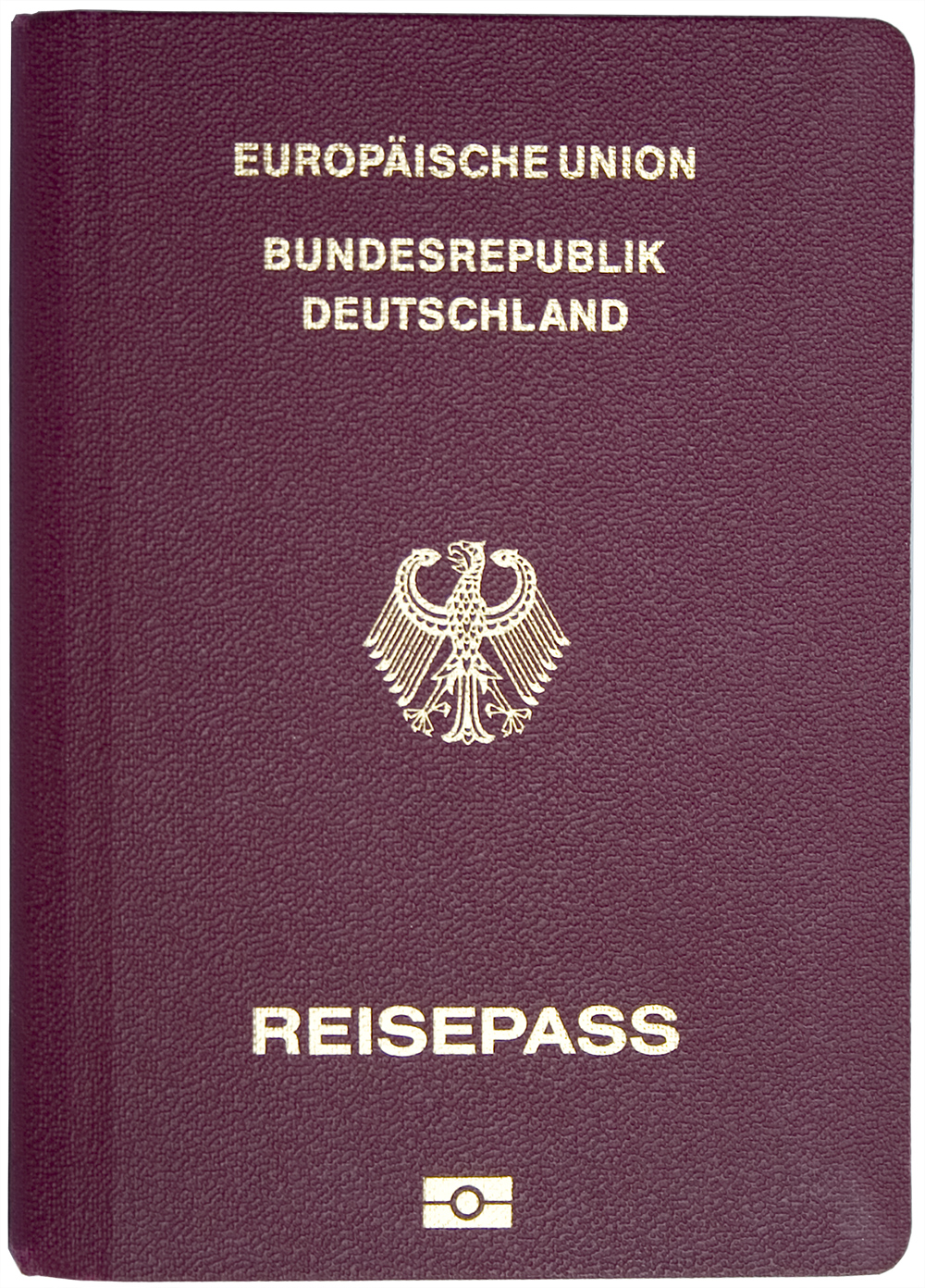
Alemanha
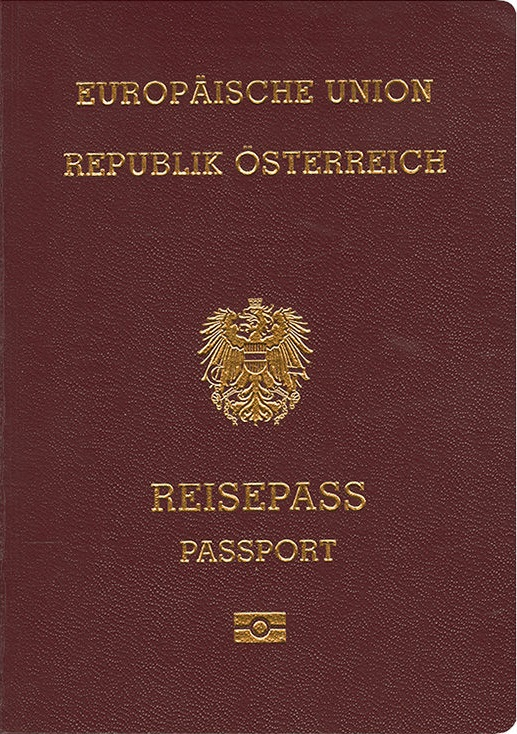
Áustria
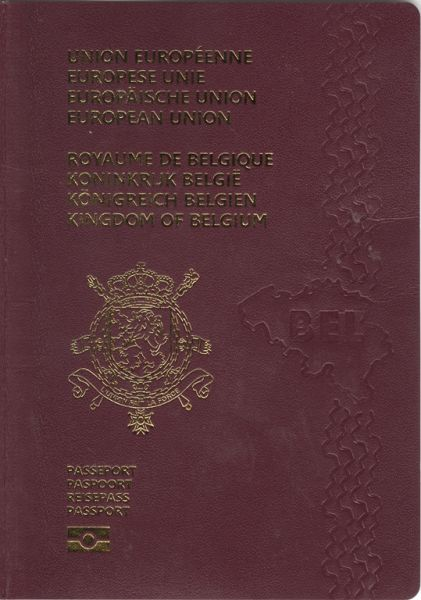
Bélgica
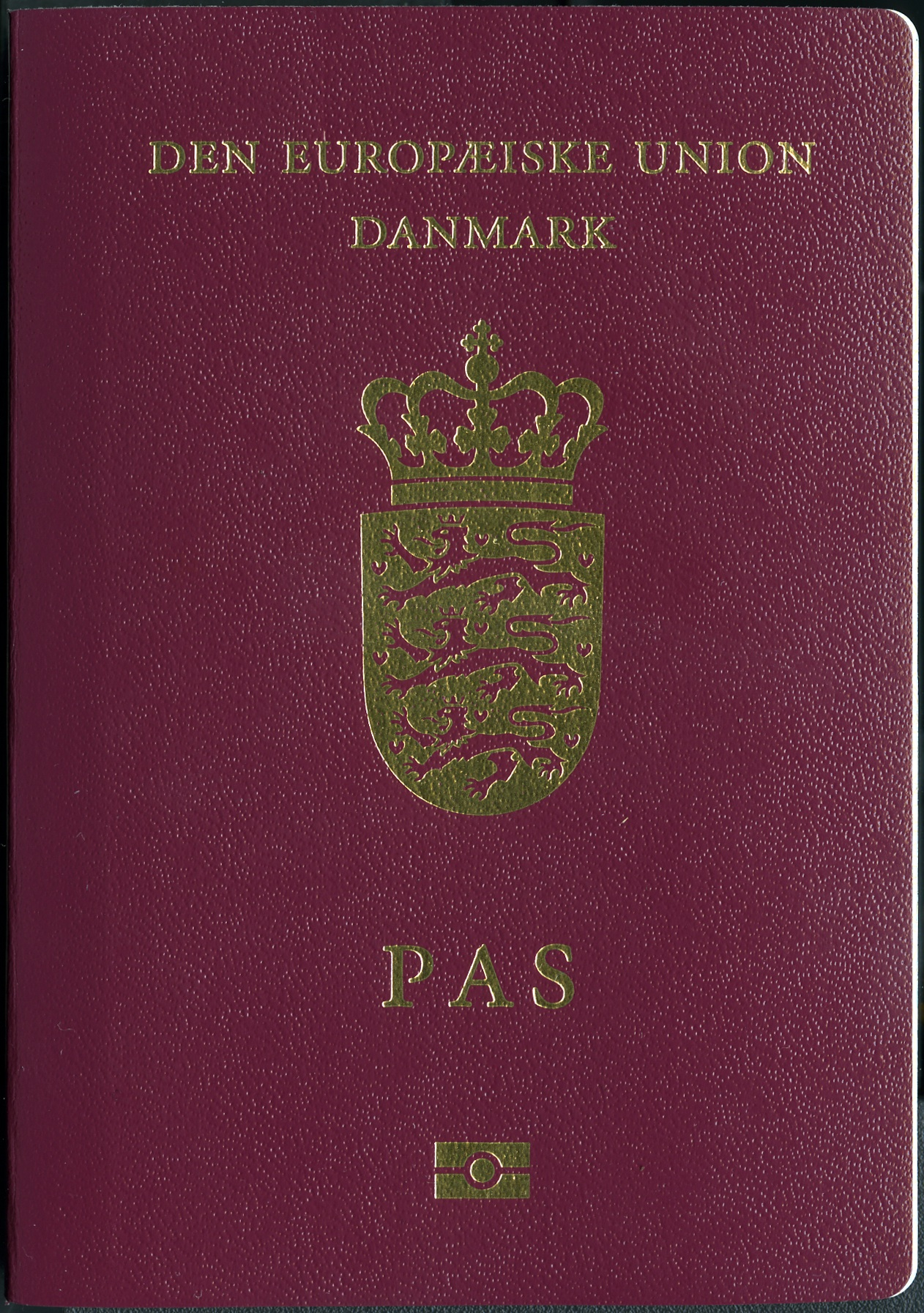
Dinamarca
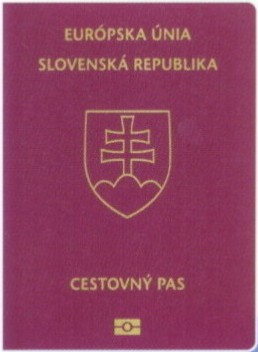
Eslováquia
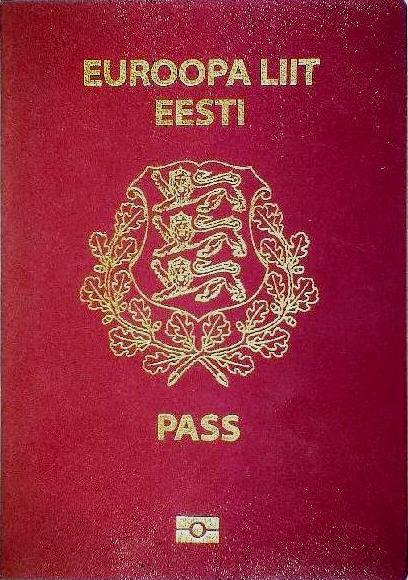
Estónia
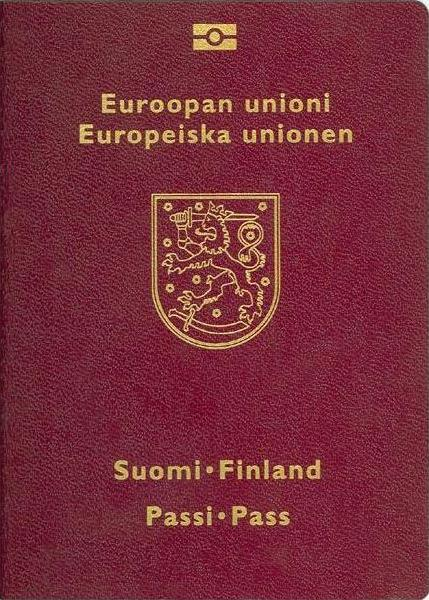
Finlândia
Grécia
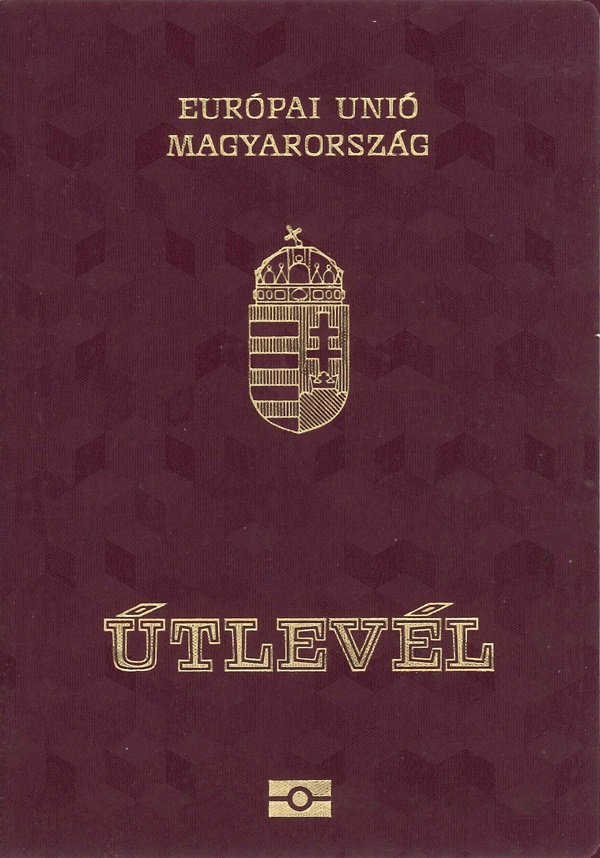
Hungria
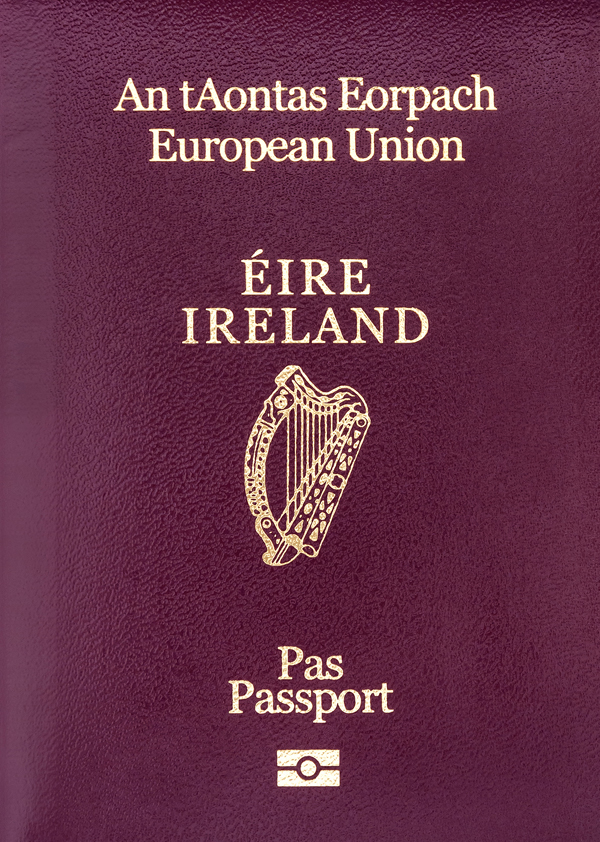
Irlanda
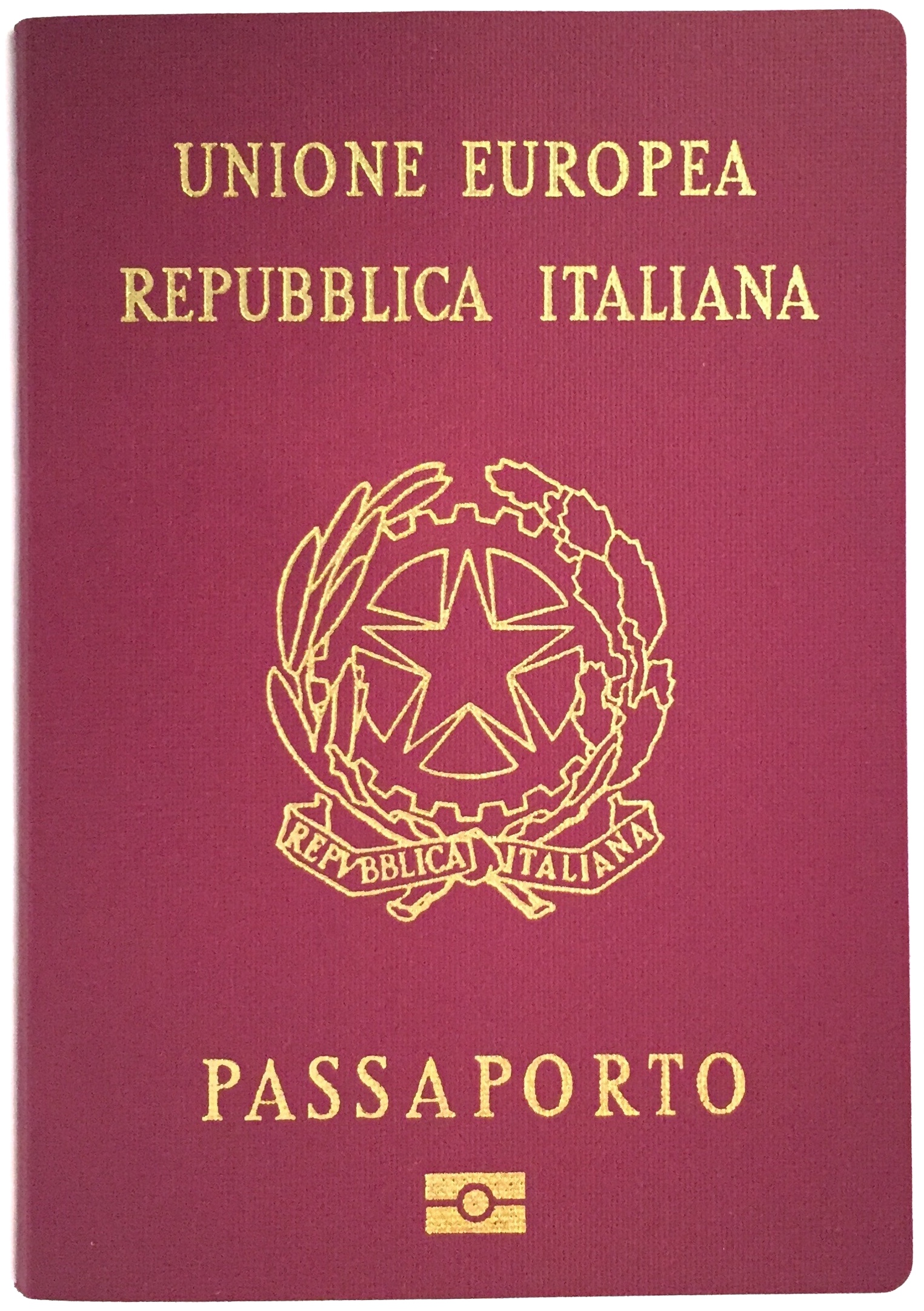
Itália
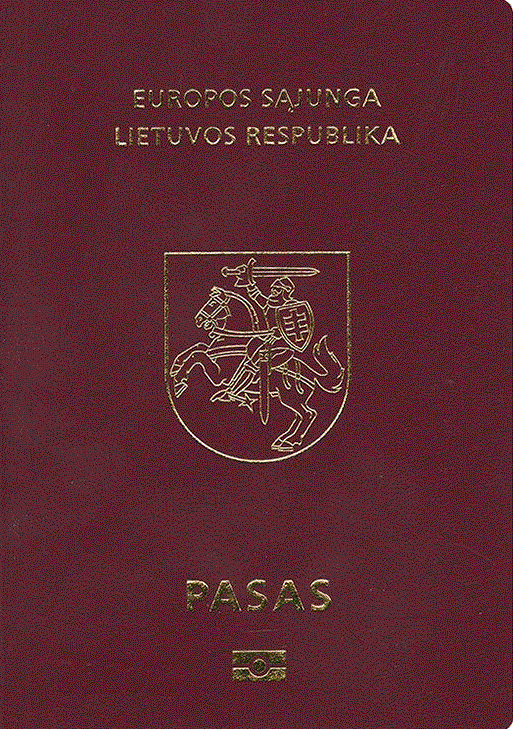
Lituânia
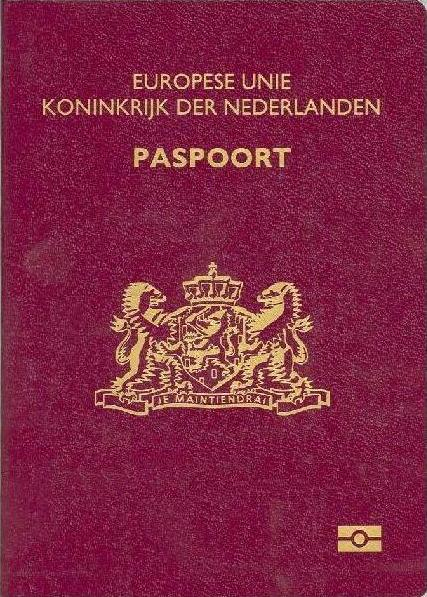
Países Baixos
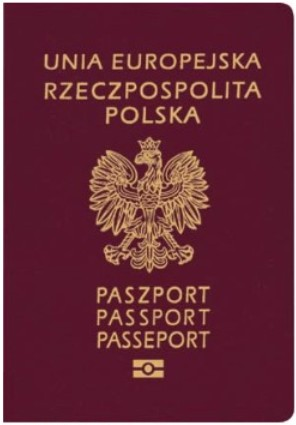
Polónia
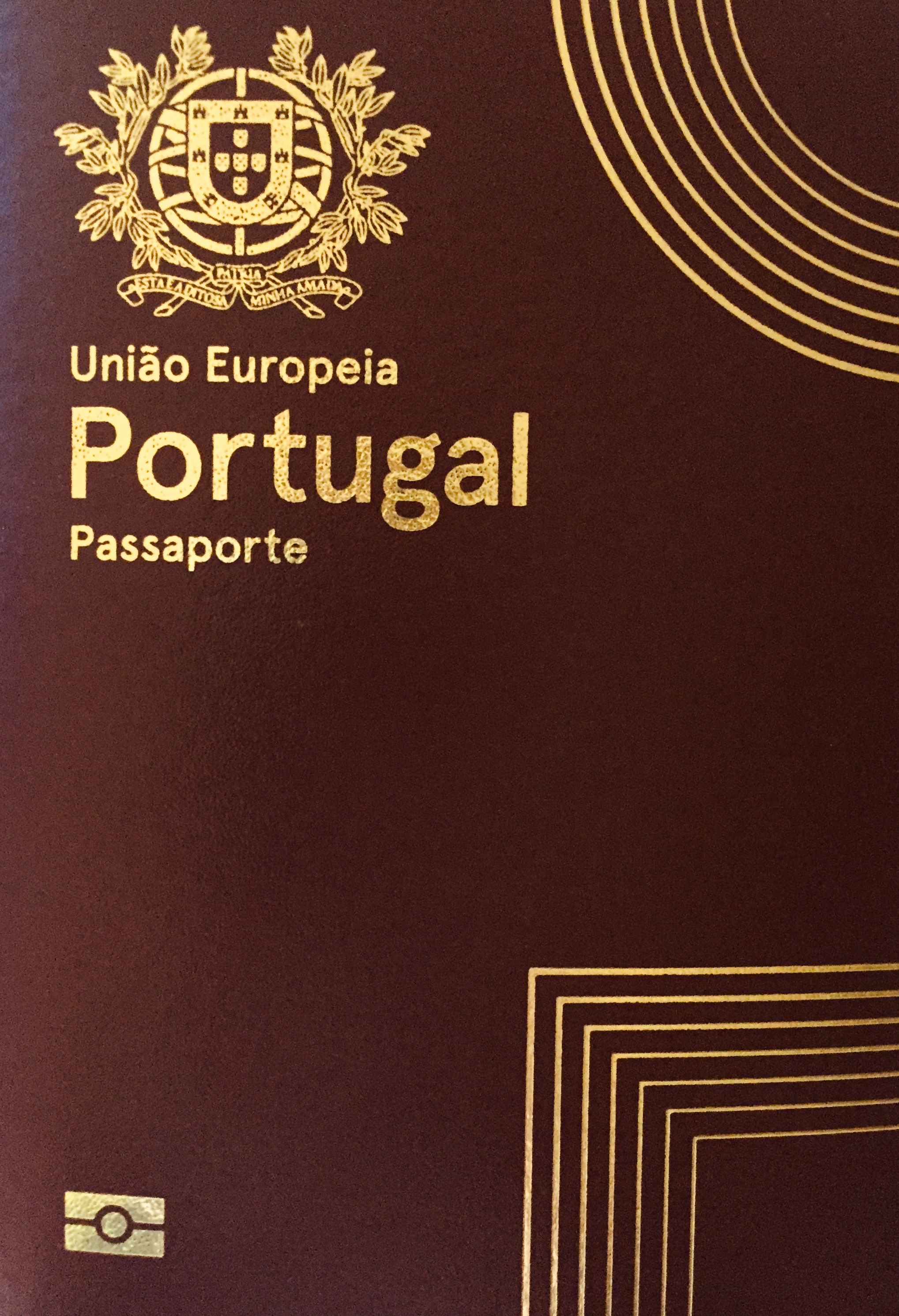
Portugal
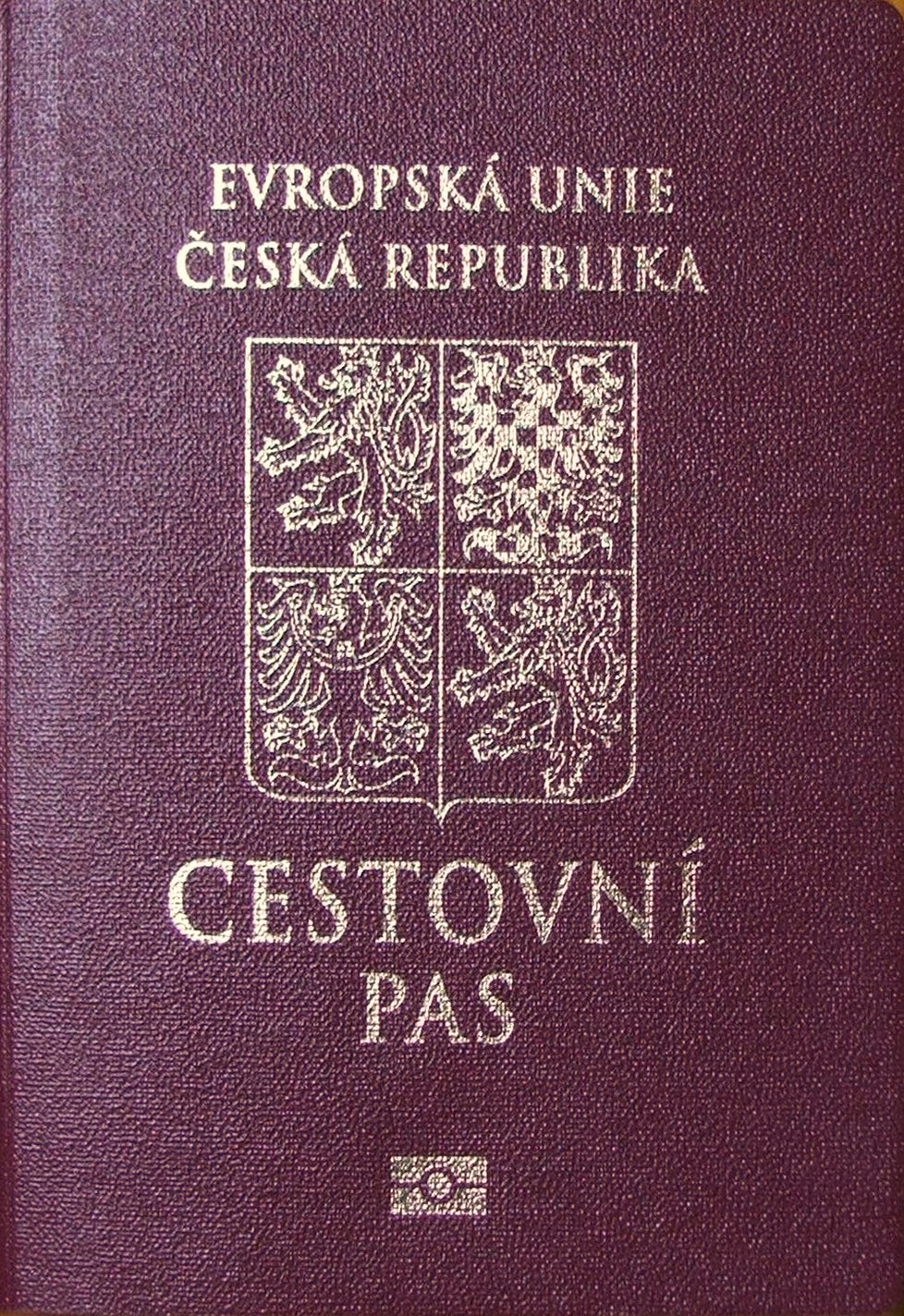
República Checa
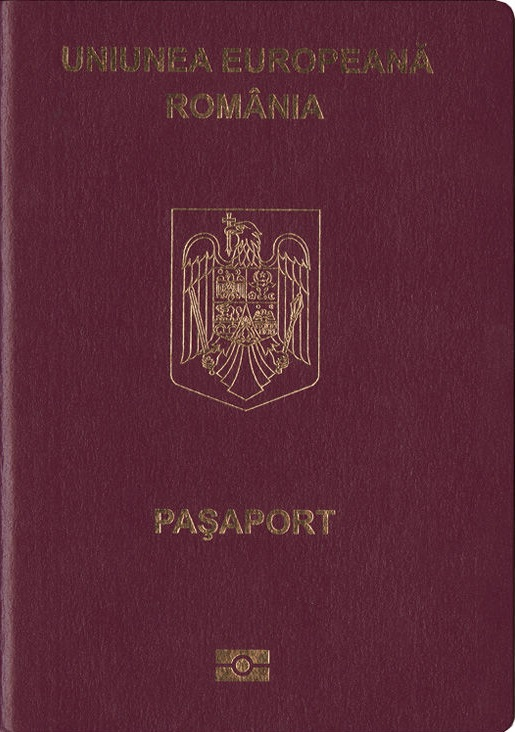
Roménia
Suécia